# Coelichneumon flebilis
Coelichneumon flebilis är en stekelart som först beskrevs av Berthoumieu 1903.  Coelichneumon flebilis ingår i släktet Coelichneumon och familjen brokparasitsteklar. Inga underarter finns listade i Catalogue of Life.